# 1501
Відродження •  Доба великих географічних відкриттів •  Ганза •  Ацтецький потрійний союз •  Імперія інків

## Геополітична ситуація
Османську державу очолює Баязид II (до 1512). Королем Німеччини є Максиміліан I Габсбург. У Франції королює Людовик XII (до 1515).
Середню частину Апеннінського півострова займає Папська область, південь належить Неаполітанському королівству. Могутними державними утвореннями півночі є Венеційська республіка, Флорентійська республіка, Генуезька республіка та герцогство Міланське.
Кастилія і Леон та Арагонське королівство об'єднані в Іспанське королівство, де правлять католицькі королі Фердинанд II Арагонський (до 1516) та Ізабелла I Кастильська (до 1504).
В Португалії королює Мануел I (до 1521).
Генріх VII є королем Англії (до 1509), королем Данії та Норвегії Юхан II (до 1513). Стен Стуре став регентом Швеції. Королем Угорщини та Богемії є Владислав II Ягелончик. У Польщі королює Олександр Ягеллончик (до 1506), він же залишається князем Великого князівства Литовського.
Галичина входить до складу Польщі. Волинь належить Великому князівству Литовському. Московське князівство очолює Іван III Васильович (до 1505).
На заході євразійських степів від Золотої Орди відокремилися Казанське ханство, Кримське ханство, Ногайська орда. У Єгипті панують мамлюки. У Китаї править династія Мін. Значними державами Індостану є Делійський султанат, Бахмані, Віджаянагара. В Японії триває період Муроматі.
У Долині Мехіко править Ацтецький потрійний союз на чолі з Ахвіцотлем (до 1502). Цивілізація мая переживає посткласичний період. В Імперії інків править Уайна Капак (до 1525).

## Події
- Продовжується прикордонна війна між Московією та Литвою. 27 серпня московські війська зазнали поразки від Лівонського ордену в битві на Сериці. 4 листопада об'єднане московське і сіверське військо розбило сили Великого князівства Литовського під Мстиславлем.
- 12 грудня королем Польщі став Олександр Ягеллончик.
- Базель та Шаффгаузен вийшли зі Священної Римської імперії й приєдналися до Швейцарської Конфедерації.
- Французькі війська разом із арагонцями захопили Неаполь і прогнали звідти короля Фредеріка.
- Повстання у Швеції скинуло зі шведського трону данського короля Ганса (Юхана). Стен Стуре Старший повернувся з Фінляндії і знову став регентом королівства.
- 13 жовтня король Німеччини Максиміліан підписав у Тренте договір з французьким королем Людовиком XII, визнавши французькі завоювання на півночі Італії.
- Син папи римського Чезаре Борджа організував у Папському палаці оргію, що отримала назву Каштанового бенкету.
- Португальський мореплавець Жуан да Нова відкрив Острів Вознесіння.
- Іспанські мореплавці Родріго де Бастідас та Хуан де ла Коса дослідили Венесуельську затоку та затоку Ураба.
- Португальський мореплавець Гашпар Кортиріал здійснив першу документовану висадку в Північній Америці з часів вікінгів.
- Португальська експедиція на чолі з Гонсалу Коелью та з італійцем Амеріго Веспуччі вирушила досліджувати береги Бразилії. Вони привезуть звідти червоне дерево, завдяки якому країна отримає свою назву.
- Ісмаїл I проголосив себе у Тебрізі шахом, започаткувавши династію Сефевідів.
- Узбецький хан Мухаммед Шейбані прогнав із Самарканда Бабура.
- Мікеланджело повернувся в Флоренцію і почав роботу над скульптурою Давида.

## Народились
- 24 вересня — Джироламо Кардано, італійський фізик, математик, філософ.

## Померли
- 3 січня — На 59 році життя помер узбецький поет, письменник і державний діяч Нізамаддін Алішер Навої (Фані).